# Муллайтиву (округ)
Муллайтиву (синг. මුලතිවු දිස්ත්‍රික්කය, там. முல்லைத்தீவு மாவட்டம) — один из 25 округов Шри-Ланки. Входит в состав Северной провинции страны. Административный центр — город Муллайтиву.
Площадь округа составляет 2617 км². В административном отношении подразделяется на 6 подразделений.
Население округа по данным переписи 2012 года составляет 91 947 человек. 86,01 % населения составляют ланкийские тамилы; 9,63 % — сингальцы; 2,37 % — индийские тамилы; 1,91 % — ларакалла и 0,08 % — другие этнические группы. 75,73 % населения исповедуют индуизм; 13,04 % — христианство; 8,87 % — буддизм и 2,19 % — ислам.